# Törökország címere

Törökország emblémája

A Török Köztársaság egyike azon államoknak, melyek nem rendelkeznek hivatalos címerrel. Létezik azonban egy embléma, vagy logó, melyet a legtöbb kormányhivatal is használ.

## Leírása
Az embléma ovális alakú, vörös színű, melyen a török zászló fehér félholdja és csillaga szerepel függőlegesen elfordítva. Az oválison a Török Köztársaság kifejezés fut körbe török nyelven (Türkiye Cumhuriyeti).

## Története
1925-ben az Oktatásügyi Minisztérium (Maarif Vekili, ma Eğitim Bakanlığı) pályázatot írt ki a nemzeti címer elkészítésére. A versenyt a festő Namık İsmail Bey alkotása nyerte meg, melyen vörös alapon a fehér félhold-csillag mellett egy fehér farkas volt látható, ami az oguz törökök szimbólumaként ismert. Végül azonban mégsem fogadták el hivatalos címerként.